# علم الأمصال

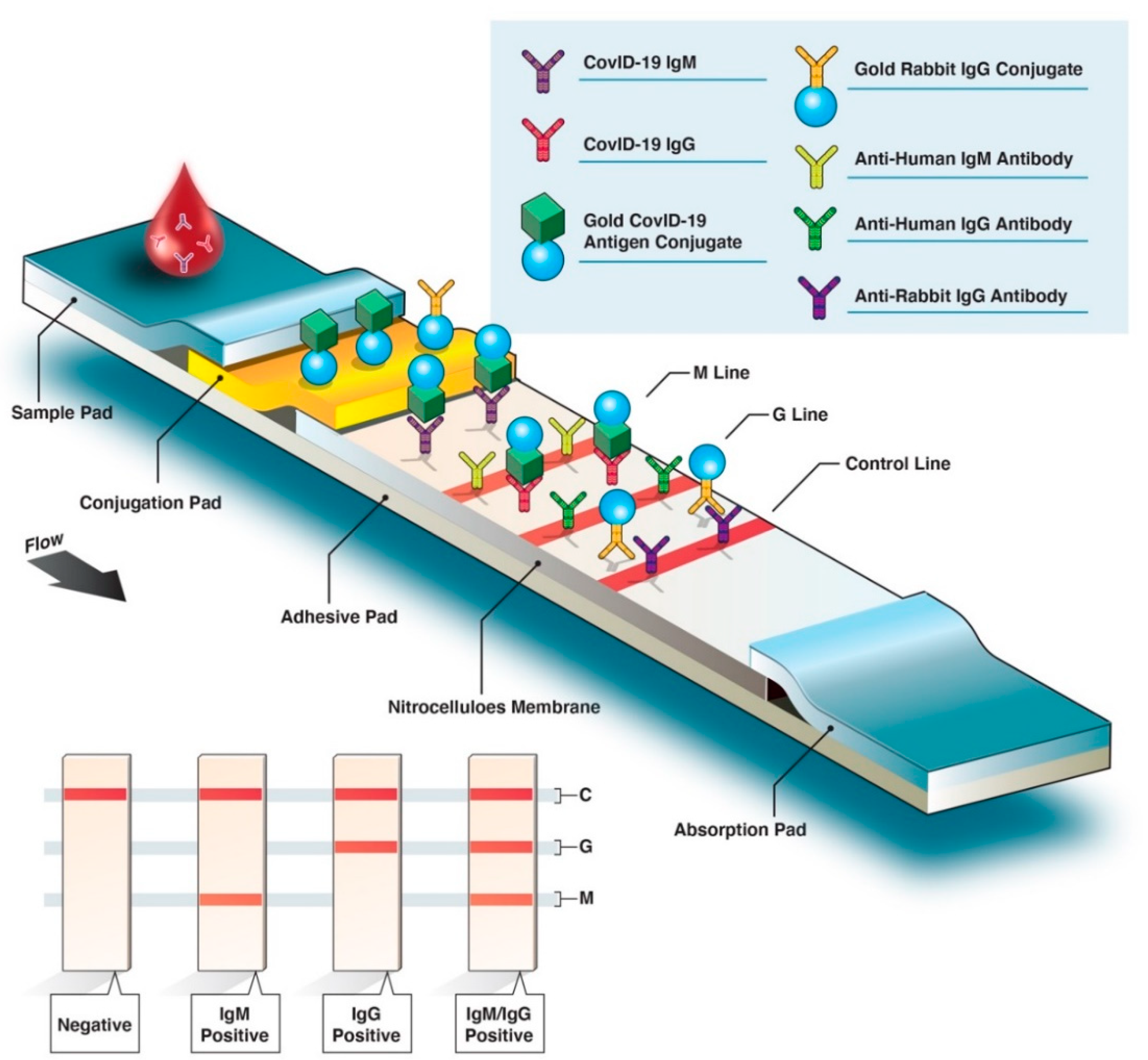

علم الأمصال (بالإنجليزية: Serology)‏ هو علم يبحث في تكوين بلازما الدم واحتوائه على أجسام مضادة (أنتيبادي) أو مولدات الضد (أنتيجين) والتفاعلات التي تحصل بينهم. وهو عادة ما يشير إلى ما إذا كان مصل الدم يحتوي على أجسام مضادة أم لا حيث أن الأجسام المضادة يتم إنتاجها بشكل ذاتي في جسم الإنسان عندما يتعرض البدن إلى هجوم البكتيريا والفيروسات وغيرها مما يؤدي إل حدوث عدوى تستجيب لها الخلايا المناعية في جسم الإنسان وعلى أثرها يتم إنتاج الأجسام المضادة لتقوم بعملية الدفاع عن البدن ضد مسببات العدوى كما أن مصل الدم أو ما يعرف بـ بلازما الدم (كل محتويات الدم بدون كريات الدم الحمراء يعتبر الوسيلة الأنسب لمعرفة نوع الأمراض المختلفة التي يصاب بها الفرد عن طريق تحديد نوع وكمية الأجسام المضادة الموجودة في الجسم.